# Hispo
Hispo là một chi nhện trong họ Salticidae.
Các loài Hispo có chiều dài cơ thể từ 5 đến 7 mm ở con cái và 3 đến 4 mm ở con đực.

## Các loài
- Hispo alboclypea Wanless, 1981 – Seychelles
- Hispo cingulata Simon, 1885 – Madagascar
- Hispo frenata (Simon, 1900) – Madagascar
- Hispo georgius (Peckham & Peckham, 1892) – Central, East and Southern Africa, Madagascar
- Hispo macfarlanei Wanless, 1981 – Madagascar
- Hispo pullata Wanless, 1981 – Madagascar
- Hispo striolata Simon, 1898 – Seychelles
- Hispo sulcata Wanless, 1981 – Madagascar
- Hispo tenuis Wanless, 1981 – Madagascar